# ジジ&ピンチ
ジジ&ピンチ（じじあんどぴんち）は、日本の漫画家である。男性。
2014年4月、犬童一心が企画したメディアミックス作品『セーラーゾンビ』の漫画版にてデビュー。

## 作品リスト

### 連載
- セーラーゾンビ（企画監修：犬童一心、『月刊ヒーローズ』2014年5月号 - 2016年2月号）
- 下獄上ものがたり（『月刊ヒーローズ』2017年5月号 - 2019年1月号）
- 天穂のサクナヒメ 戦だたらの神々（原作・監修：えーでるわいす、協力：マーベラス、『コミプレ』2021年11月26日 - 2022年11月25日）
- 長年家族だと思っていた母は知らない人でした（原作：えみこ、2023年）
- 機動戦士ガンダム フラナガン・ブーン戦記（ストーリー協力：大野木寛、『コミプレ』2023年5月26日 - 連載中）

### 書籍
- 『セーラーゾンビ』、企画監修：犬童一心、小学館クリエイティブ〈ヒーローズコミックス〉2014 - 2015年、全4巻
  - （新装版）ヒーローズ〈ヒーローズコミックス〉2024年、全4巻
- 『下獄上ものがたり』、ヒーローズ〈ヒーローズコミックス〉2018年 - 2019年、全4巻
- 『天穂のサクナヒメ 戦だたらの神々』、原作・監修：えーでるわいす、協力：マーベラス、ヒーローズ〈ヒーローズコミックス〉2022年 - 2023年、全2巻
- 『機動戦士ガンダム フラナガン・ブーン戦記』、ストーリー協力：大野木寛、ヒーローズ〈ヒーローズコミックス〉2023年 - 刊行中、既刊4巻（2025年6月5日現在）